# Trombocyt

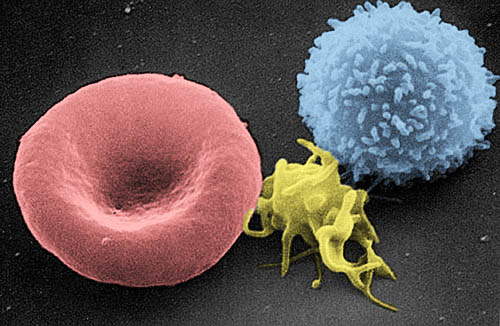
Från vänster: Röd blodkropp, trombocyt och neutrofil. Notera trombocytens blygsamma storlek i förhållande till sina grannar. (SEM-bild).

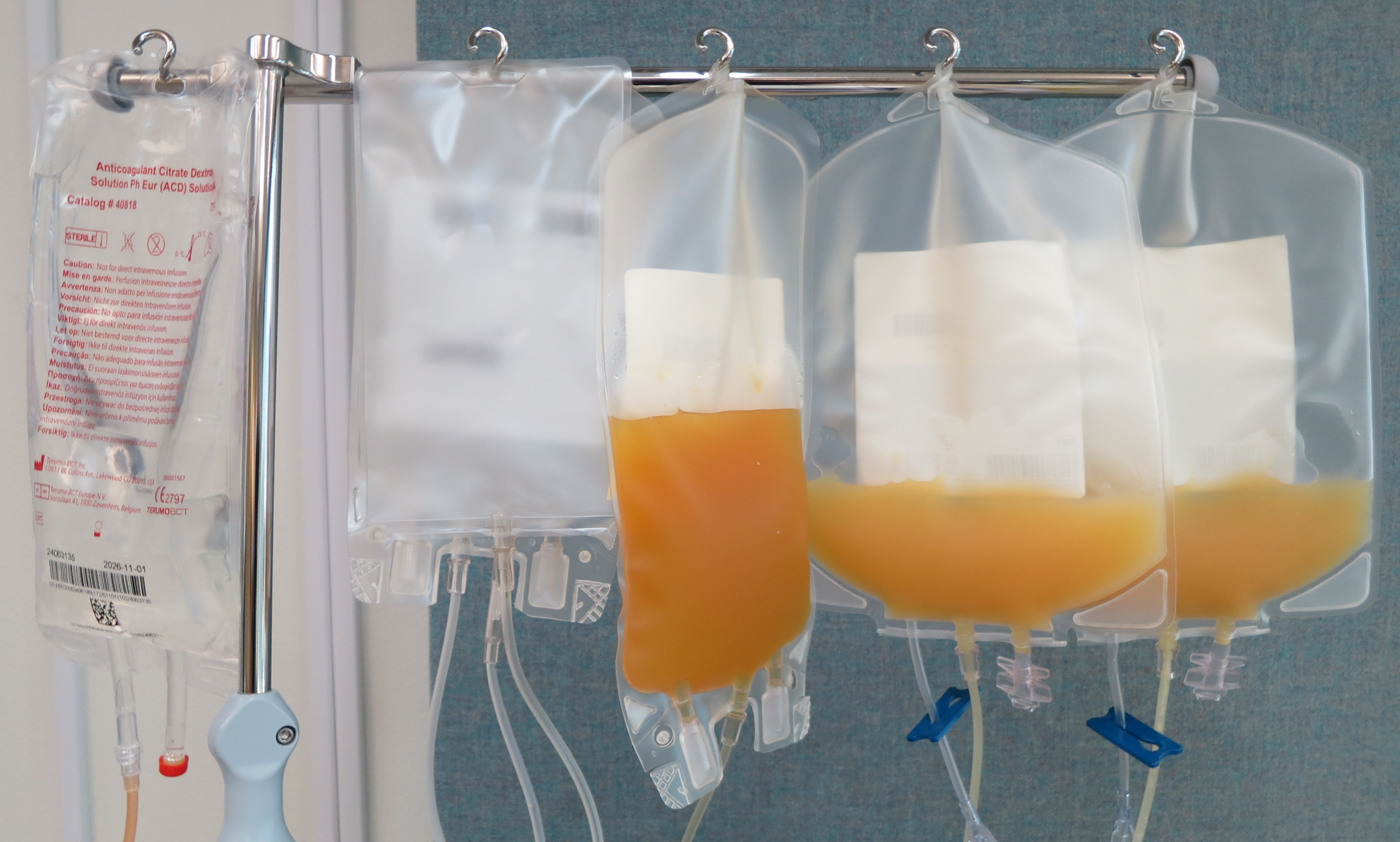
Två enheter trombocyter (höger) samt blodplasma (mitten) extraherade vid trombocytgivning i Sverige

Trombocyter, eller mer vardagligt blodplättar, är cellfragment i ryggradsdjurs blod. Tillsammans med röda och vita blodkroppar utgör trombocyter de tre blodkropparna bland ryggradsdjuren. I blodet är endast en liten andel av dessa trombocyter. Till exempel är koncentrationen av trombocyter i en vuxen människas blod endast 150 000–450 000 styck/µL medan röda blodkroppars halt är 5–6 miljoner styck/µL. Trombocyterna är även minst av de tre blodkropparna med en diameter motsvarande knappt en tredjedel av de röda blodkropparnas. 
Blodplättarnas huvuduppgift är att hejda blödningar som uppstått i kroppens blodkärl genom att täppa igen de öppna sår som uppstått. Detta sker genom att blodplättarna dras till såret via alarmsignaler för att väl där klibba sig fast i varandra och i omgivande vävnadsceller så att en trombocytplugg bildas vid sårets öppning. Om detta inte hejdar blödningen aktiverar trombocyterna blodets koagulering så att en kompletterande koagel bildas som täpper igen såret.
Fullt differentierade i blodet är trombocyter i avsaknad av t.ex. cellkärna och ribosomer men har ett cellmembran, cytoplasma, mitokondrier, golgiapparat m.m. I och med avsaknaden av cellkärna räknas inte trombocyter som kompletta celler utan ses som fragment av en särskild typ av modercell, megakaryocyt, som finns i benmärgen. På fackspråk sägs de vara terminalt differentierade dvs de har förlorat förmågan att genomföra celldelning. Överlevnadstiden i blodet uppgår endast till 8–10 dagar varefter de förstörs i levern och mjälten. Den korta livstiden har länge antagits bero på att det krävs kärn-DNA, ribosomer etc för att producera proteiner som är nödvändiga för bland annat fortsatt osmoreglering och membranpotential och att trombocytens med tiden slitits ut. Nya rön pekar dock på att trombocyter istället genomgår programmerad celldöd.